# Grotte de la Licorne (Allemagne)
La grotte de la Licorne (Einhornhöhle) est une grotte karstique dans du dolomite située à Scharzfeld, en Basse-Saxe à la limite de la Thuringe, en Allemagne. Elle est la plus grande grotte touristique de l'ouest du Harz. Classée comme monument naturel et, en 2006, dans le cadre du paysage karstique du Zechstein dans le sud du Harz, dans la liste des 77 principaux géotopes allemands, la grotte de la Licorne fait partie depuis 2017 des géoparcs de l'UNESCO.

## Situation
La grotte de la Licorne se situe dans le Harz, à Scharzfeld, un quartier de Herzberg am Harz. L'entrée couverte de la grotte touristique, orientée au sud-ouest, est située à environ 1,8 km (à vol d'oiseau) au nord-est de l'église de Scharzfeld.

## Description
La grotte est longue de près de 700 mètres, dont environ 300 sont présentés lors des visites guidées. Selon des études récentes avec un radar à pénétration de sol et un forage, la grotte est beaucoup plus longue que les parties connues[réf. nécessaire]. La grotte est constituée de plusieurs salles et cathédrales reliées par des couloirs inférieurs. La cavité de la grotte atteint parfois 50 m de haut, mais  est surtout couverte de sédiments d'une épaisseur comprise entre 15 et 30 m. Ceux-ci sont apparus naturellement dans la grotte lors des périodes glaciaires.
L'entrée naturelle, située au sud-ouest, est formée par deux linteaux dans la zone dite "de la grotte bleue". En 1895, au nord-ouest de la grotte, un tunnel de 12 mètres de long est ouvert pour former une nouvelle entrée directe dans la salle blanche de la galerie et constitue depuis l'entrée principale.
Dans la grotte, on trouve les grandes salles et les chambres suivantes : la salle blanche, la salle Schiller, le hall Leibniz, la grotte bleue. En outre, il y a un certain nombre de petites salles, cathédrales, grottes et couloirs, comme la grotte Martha, la grotte Struckmann, la chambre des loups, le couloir des ours, le couloir Virchow, le couloir Jacob-Friesen et la chapelle von Alten.
La grotte possède un climat spécial à travers l'ouverture du plafond dans la Grotte Bleue. On y trouve une température constante située entre 4 et 7 °C.

## Paléontologie
Les couches de sédiments se trouvant à l'intérieur de la grotte représentent une archive géologique et paléontologique. Ils contiennent des fossiles d'animaux qui sont morts à l'intérieur depuis l'âge de glace et furent entrainés par des prédateurs ou des humains. Sur la base des nombreuses découvertes d'os, plus de 70 espèces d'animaux peuvent être identifiées, dont 60 espèces de mammifères telles que l'ours des cavernes, le lion des cavernes européen ou encore le loup. En raison de la température moyenne basse toute l'année, la caverne présente des conditions favorables pour la conservation des os. En outre, la composition chimique du sol en matériau calcaire empêche la déminéralisation des os.

## Histoire

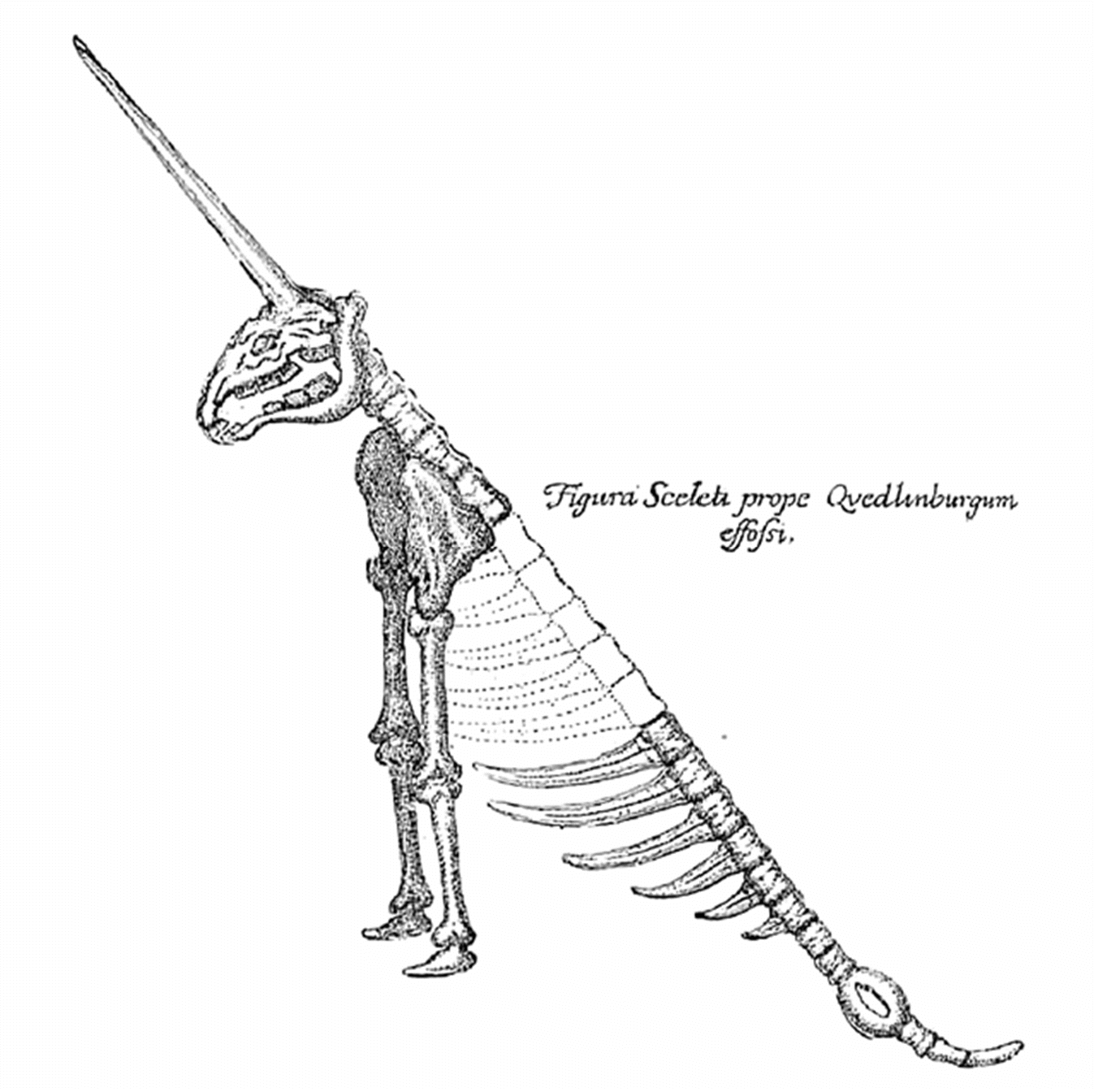
La licorne de Leibniz

La grotte est mentionnée pour la première fois en 1541 sous le nom de « trou du nain », le « trou de traverse » ou la grotte de Scharzfeld. Elle est baptisée ainsi à cause de la découverte d'os et de dents, qui furent attribuées à la créature légendaire de la licorne. En 1583 un chroniqueur rapporte que des excavations se trouvent dans la caverne aux os des licornes[réf. nécessaire], qui sont alors considérées comme un traitement et atteignent un prix très élevé.
Selon la légende, la découverte de la grotte est liée à l'église de Scharzfeld. Dans l'église semblable à une caverne vivait à l'époque païenne une vieille femme devineresse. Un jour, elle chassa un moine vêtu de noir, accompagnée de guerriers de Franconie. On dit qu'une licorne l'a protégé de ses poursuivants. La femme rejoint le lieu de culte des sorcières du Brocken. Ensuite, le moine noir disparut dans un trou dans le sol, ce qui conduisit à la découverte de la grotte de la licorne.
En 1686, Gottfried Wilhelm Leibniz visite la grotte et écrit un rapport dans lequel il rend compte du commerce des artefacts de la licorne.
En 1872, Rudolf Virchow réalise une étude systématique de la grotte et découvre que les ossements trouvés sont des restes fossiles de grands mammifères. Dans les années 1925 et 1926, le préhistorien Karl Hermann Jacob-Friesen entreprend des fouilles dans la grotte afin de trouver des découvertes du Paléolithique et d'exposer l'ancienne entrée.
D'autres fouilles ont lieu dans les années 1950 et 1960. En 1956 et 1958, les étudiants de Göttingen au nom du Landesmuseum Hannover travaillent dans le couloir Virchow. Ils récupèrent un grand nombre d'ossements fossiles de mammifères, principalement des os d'ours. D'autres fouilles sont réalisées en 1968 par Klaus Duphorn.
À partir de 1984, le paléontologue Ralf Nielbock de l'université de technologie de Clausthal, fait des recherches dans la grotte, ainsi qu'en 1986 et 1987 avec l'aide de Stefan Veil du Niedersächsisches Landesmuseum, et réussit à identifier une faune de petits mammifères glaciaire riche en espèces dans presque toutes les zones des sédiments de la grotte. Jusqu'en 1989 environ, des campagnes de fouilles ont permis de trouver dans la grotte de nombreux outils attribués à l'Homme de Néandertal.
Depuis 2014, l'exploration de la grotte s'est de nouveau intensifiée, après plus de 25 ans de fouilles archéologiques et paléontologiques. Un réseau est formé avec la Gesellschaft Unicornu fossile en tant qu'exploitant de la grotte, le Landesamt für Bergbau, Energie und Geologie et l'Institut Leibniz de géophysique appliquée de Hanovre, les universités de Berlin et de Göttingen, le Paläon et l'Office de conservation du Land de Basse-Saxe. L'objet principal de la recherche récente est, entre autres, sur l'ancienne voie d'accès des Néandertaliens.
Le 27 mai 2014, après des mesures avec un radar à pénétration de sol et des forages subséquents, les chercheurs des installations participantes découvrent une nouvelle cavité, jusque-là inconnue, près de la grotte principale. Grâce à une caméra abaissée à 11 mètres de profondeur, on pourrait déterminer qu'il s'agit d'un espace probablement fermé depuis des dizaines de milliers d'années dont la portée est estimée à au moins 20 m. Il y avait sans doute une autre entrée de la grotte. La longueur totale devrait être d'environ 150 m. Jusqu'à présent, aucun lien avec la grotte de la licorne n'a été trouvé.
À l'été 2017, un autre trou de 40 m de profondeur est creusé, dans lequel une zone de grottes inconnue auparavant est découverte. Cela suggère que la grotte de la Licorne a une longueur totale d'au moins un kilomètre.

## Tourisme

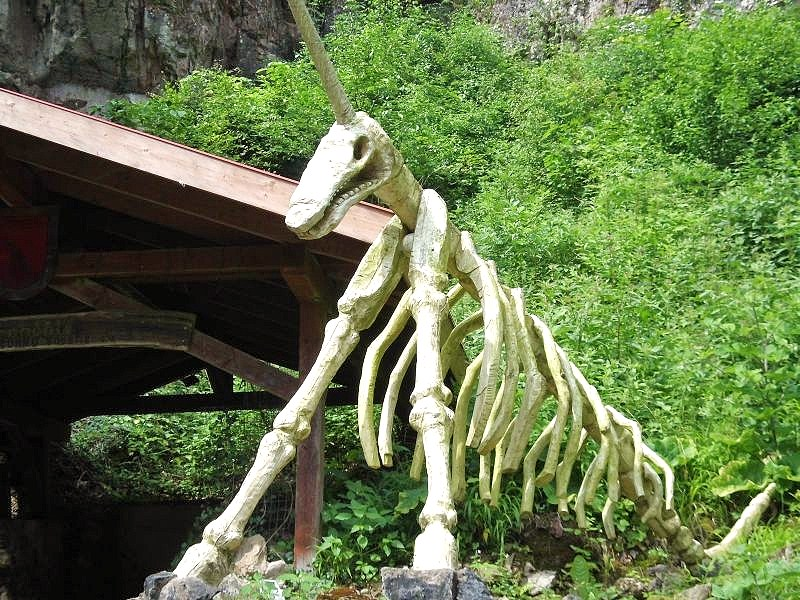
La licorne à l'entrée de la grotte

Dès la Renaissance, des voyageurs issus de la noblesse ont gravé leurs noms sur les murs de la grotte. En 1895, un tunnel d'environ 12 mètres de long est ouvert, ce qui permet d'accéder à la salle blanche depuis l'extérieur. Vraisemblablement, le cours aujourd'hui appelé Löns-Stollen est créé par un propriétaire de la brasserie qui avait loué la grotte et l'a utilisé comme une cave à bière de 1895 à 1903. Par la suite, un hôtelier de Scharzfeld loue la grotte et organise des visites des cavernes pour ses invités. En 1908, une société savante locale reprend cette activité. Elle construit en 1948 en face de l'entrée de la grotte un petit chalet qui sert de salle d'accueil et de vente, et de restaurant. En 2001, elle cesse son activité.
En 2002, on crée la Gesellschaft Unicornu fossile e.V. Elle organise des événements. L'association à but non lucratif exploite la grotte sans soutien public.
En 2004, la « Maison de la Licorne » est construite à l'entrée des visiteurs. Elle abrite un restaurant, un musée de la grotte et l'un des trois centres d'information du Géoparc Harz-Pays de Brunswick-Ostphalie. Elle se situe sur le sentier de randonnée des karsts.
À l'entrée du public, une sculpture en bois de licorne créée d'après le dessin de Leibniz est érigée en 2008. Après s'être effondrée en 2015, le bois ayant pourri, la sculpture a été renouvelée par l'association de la grotte à l'occasion de l'année Leibniz en 2016.
La grotte a servi de décor pour des films comme Tom Sawyer en 2011 ou la série Dark.
En 2016, la grotte a accueilli 25 000 visiteurs.